# دیو دونالدسون (بازیکن فوتبال، زاده ۱۹۱۱)
دیو دونالدسون (انگلیسی: Dave Donaldson; ۲۸ فوریهٔ ۱۹۱۱ – ۱۰ فوریهٔ ۱۹۷۴) بازیکن فوتبال بود.
از باشگاه‌هایی که در آن بازی کرده‌است می‌توان به باشگاه فوتبال گریمزبی تاون اشاره کرد.